# 加尕斯台镇
加尕斯台鎮，是中华人民共和国新疆维吾尔自治区伊犁哈萨克自治州察布查尔锡伯自治县下辖的一个乡镇级行政单位。

## 行政区划
加尕斯台乡下辖以下地区：
下加尕斯台村、加尕斯台村、上加尕斯台村、阿克亚尔村和努拉洪布拉克村。